# Geneviève Almouzni
Pour les articles homonymes, voir Almouzni.
Geneviève Almouzni, née le 9 août 1960 en Algérie française, est une biologiste française, spécialiste de l’épigénétique et directrice du centre de recherches de l'Institut Curie.

## Biographie
Geneviève Almouzni fait ses études à l’École normale supérieure de Fontenay-aux-Roses  de 1980 à 1985. Elle soutient en 1988 à l'Université Pierre-et-Marie-Curie une  thèse en microbiologie sur l'utilisation d'un système dérivé d’œufs de xénope pour étudier la réplication et l'assemblage en chromatine de l'ADN sous la direction de Marcel Méchali.
De 1988 à 1989 et de 1991 à 1993, elle part aux États-Unis travailler comme chercheuse post-doctorale dans le centre de recherche des National Institutes of Health de Bethesda, dans le laboratoire du professeur Alan Wolffe (en).
Elle est directrice de recherche au CNRS depuis janvier 2000. 
En 2013, elle prend la direction de la recherche de l’Institut Curie et devient ainsi la troisième femme à occuper ce poste après Marie Curie et Irène Joliot-Curie.
Geneviève Almouzni est également membre du Comité de rédaction de la revue Cell.

## Travaux scientifiques
Ses travaux portent sur la prévention du cancer notamment le rôle de certaines protéines sur le développement des tumeurs.
Geneviève Almouzni étudie la transmission de l'information génétique et épigénétique dans la cellule eucaryote, notamment à travers les mécanismes d'assemblage de la chromatine, et l'impact des erreurs potentielles à ce niveau de régulation, en particulier sur le cancer.

## Prix et distinctions
- 2000 Médaille d'argent du CNRS
- 2011  Chevalière de la Légion d'honneur
- 2013 Femme de science, prix décerné par l'organisation européenne de biologie moléculaire[6] et la fédération des sociétés européennes de biochimie pour ses travaux de recherche dans le domaine de l'épigénétique, en particulier le rôle des histones et de la chromatine dans le contrôle de l'activité des gènes
- 2013 élue à l'association américaine pour l'avancement des sciences[7]
- 2013 élue à l'Académie des Sciences depuis le 10 décembre 2013[8]
- 2016  Officière de la Légion d'honneur[9]
- 2024 Lauréate du prix L'Oréal-UNESCO Pour les femmes et la science[10]